# Đường cao tốc Bình Nhưỡng – Kaesong
Đường cao tốc Bình Nhưỡng – Kaesong (tiếng Triều Tiên: 평양개성고속도로; Hancha: 平壤–開城高速道路), còn gọi là Xa lộ Tái thống nhất, là một con đường cao tốc tại Cộng hòa Dân chủ Nhân dân Triều Tiên. Con đường kết nối thủ đô Bình Nhưỡng tới Khu vực an ninh chung tại Khu phi quân sự Triều Tiên qua các thành phố Sariwon và Kaesong. Trên các biển báo của đường có ghi cả khoảng cách tới thành phố Seoul ở Hàn Quốc mặc dù việc vượt biên sang Hàn Quốc là không được phép.
Con đường có chiều dài 170 km, có nhiều làn đường được trải nhựa và một vài đường hầm. Các du khách cho biết con đường có lượng lưu thông rất ít, cùng với đó là nhiều trạm kiểm tra và bẫy xe tăng.
Quá trình xây dựng bắt đầu vào năm 1987 để chuẩn bị tổ chức Liên hoan Thanh niên và Học sinh Thế giới lần thứ 13 tại Bình Nhưỡng vào năm 1989. Dự án không được đầu tư kỹ lưỡng về mặt tài chính bởi Triều Tiên cho đến nay vẫn luôn ưu tiên phát triển hệ thống đường sắt cho hệ thống giao thông. Con đường được hoàn thành vào ngày 15 tháng 4 năm 1992, ngày sinh Chủ tịch Triều Tiên Kim Nhật Thành. Con đường còn có tên Xa lộ Tái thống nhất để cổ vũ quá trình thống nhất Triều Tiên. Toàn bộ con đường là một phần của Đường Xuyên Á 1.

## Hình ảnh

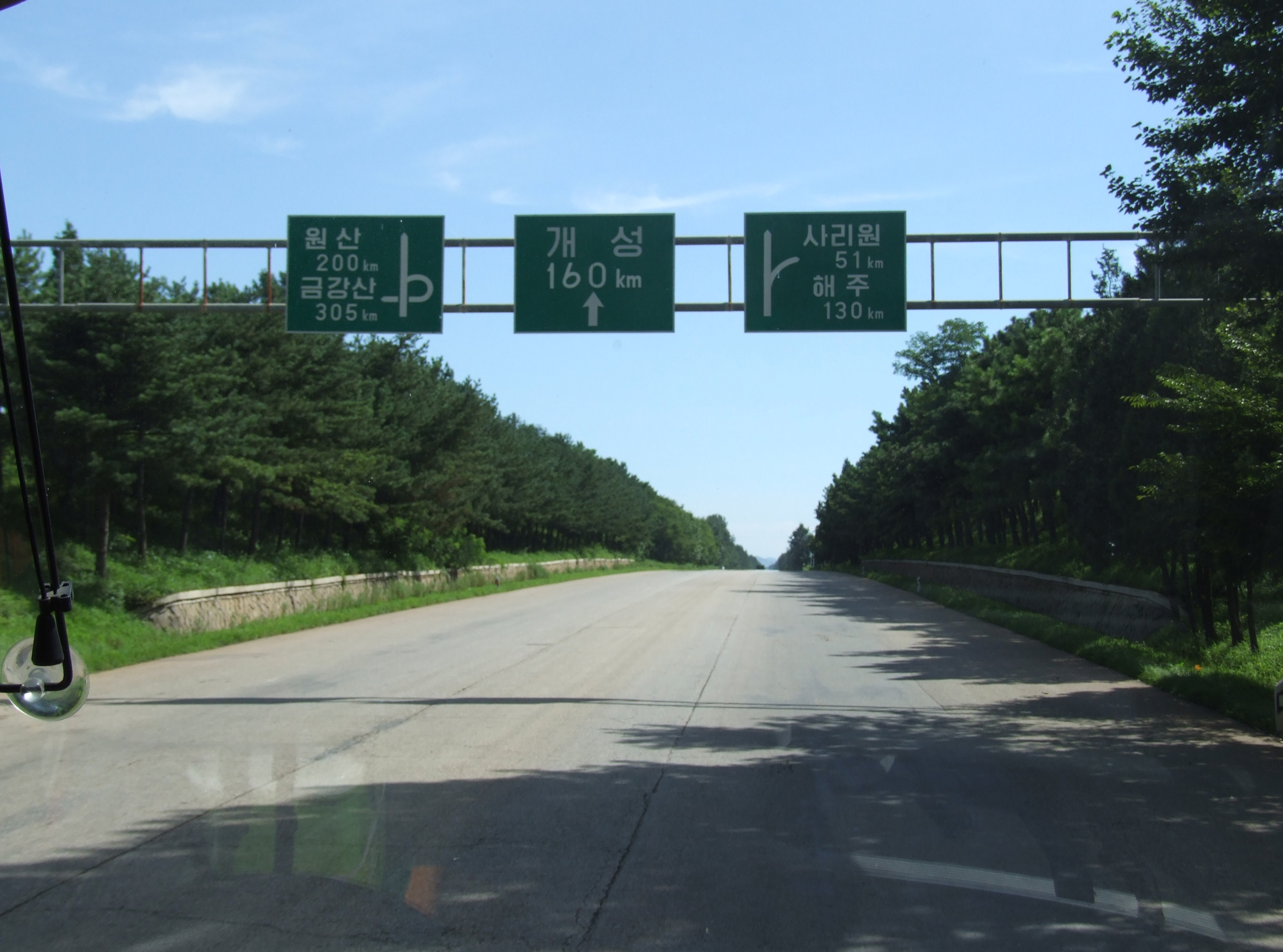
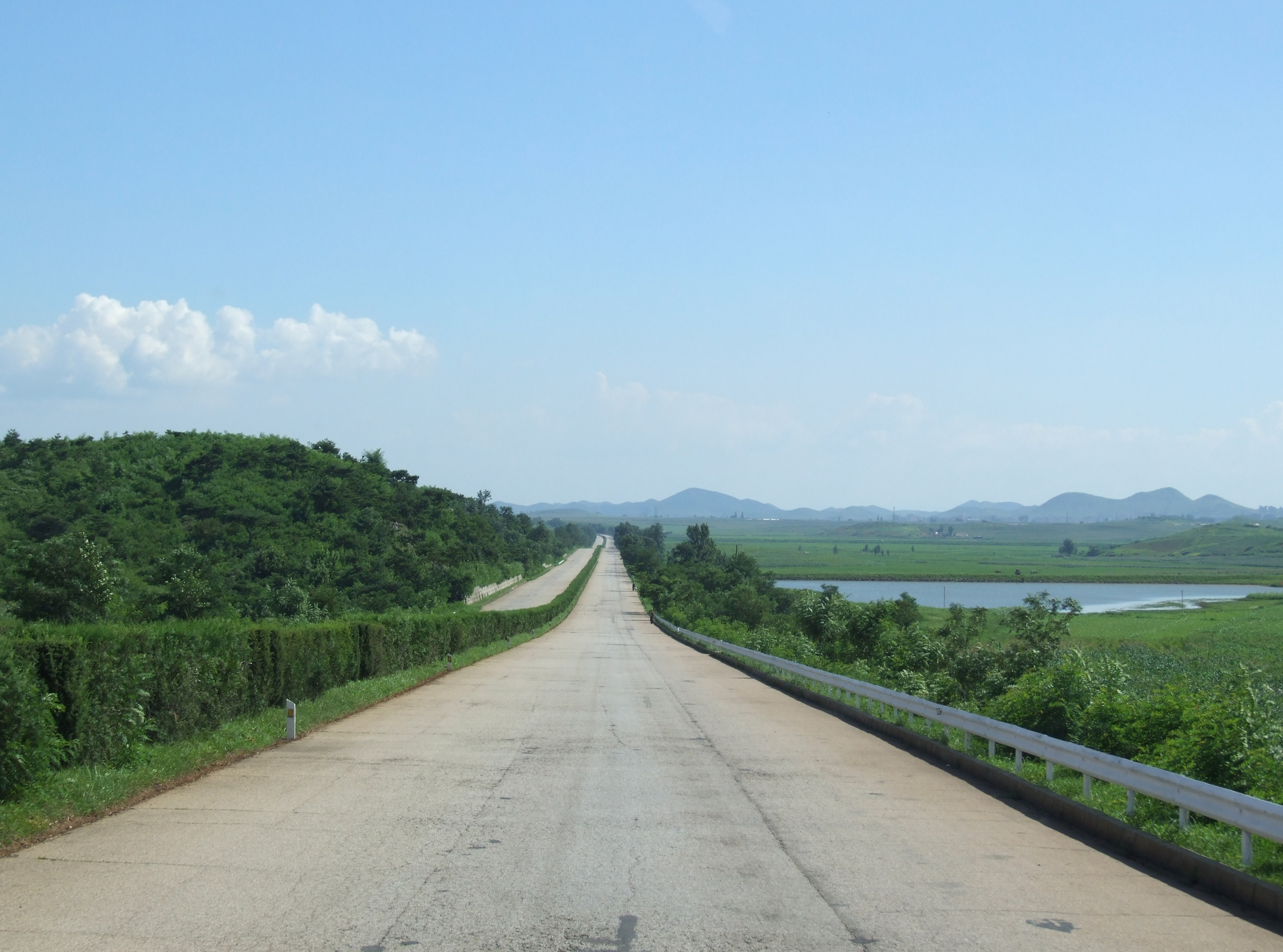
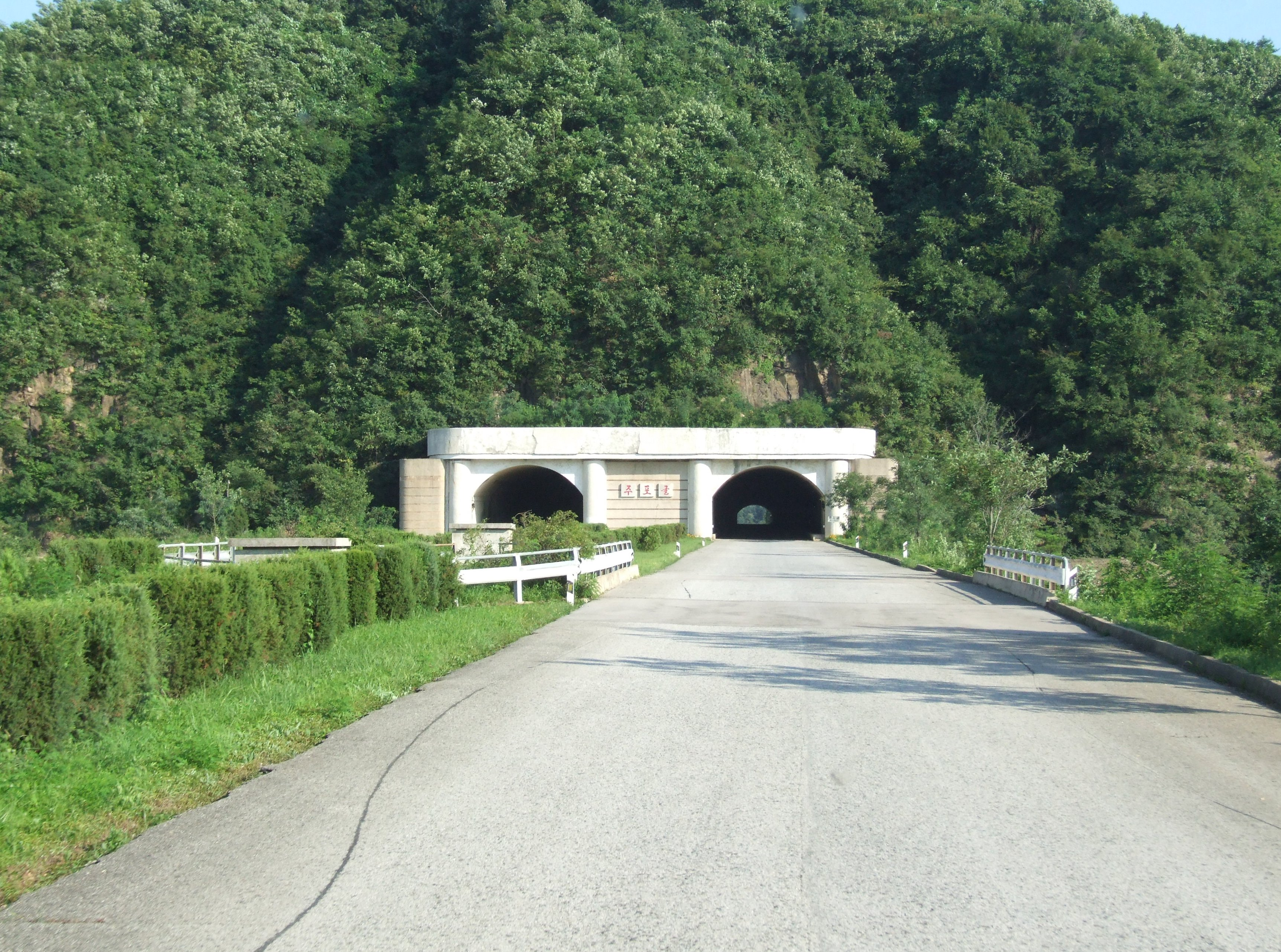
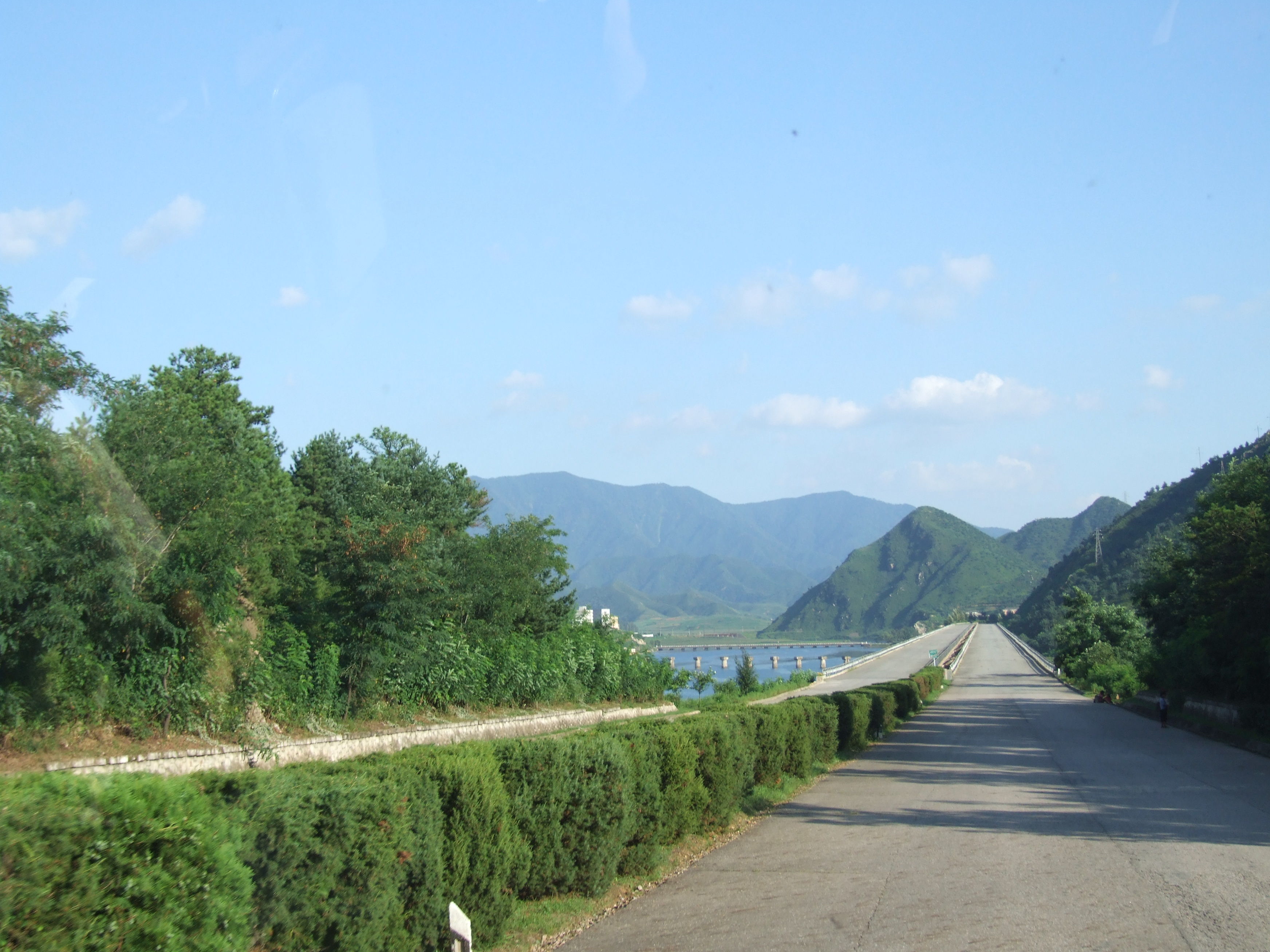
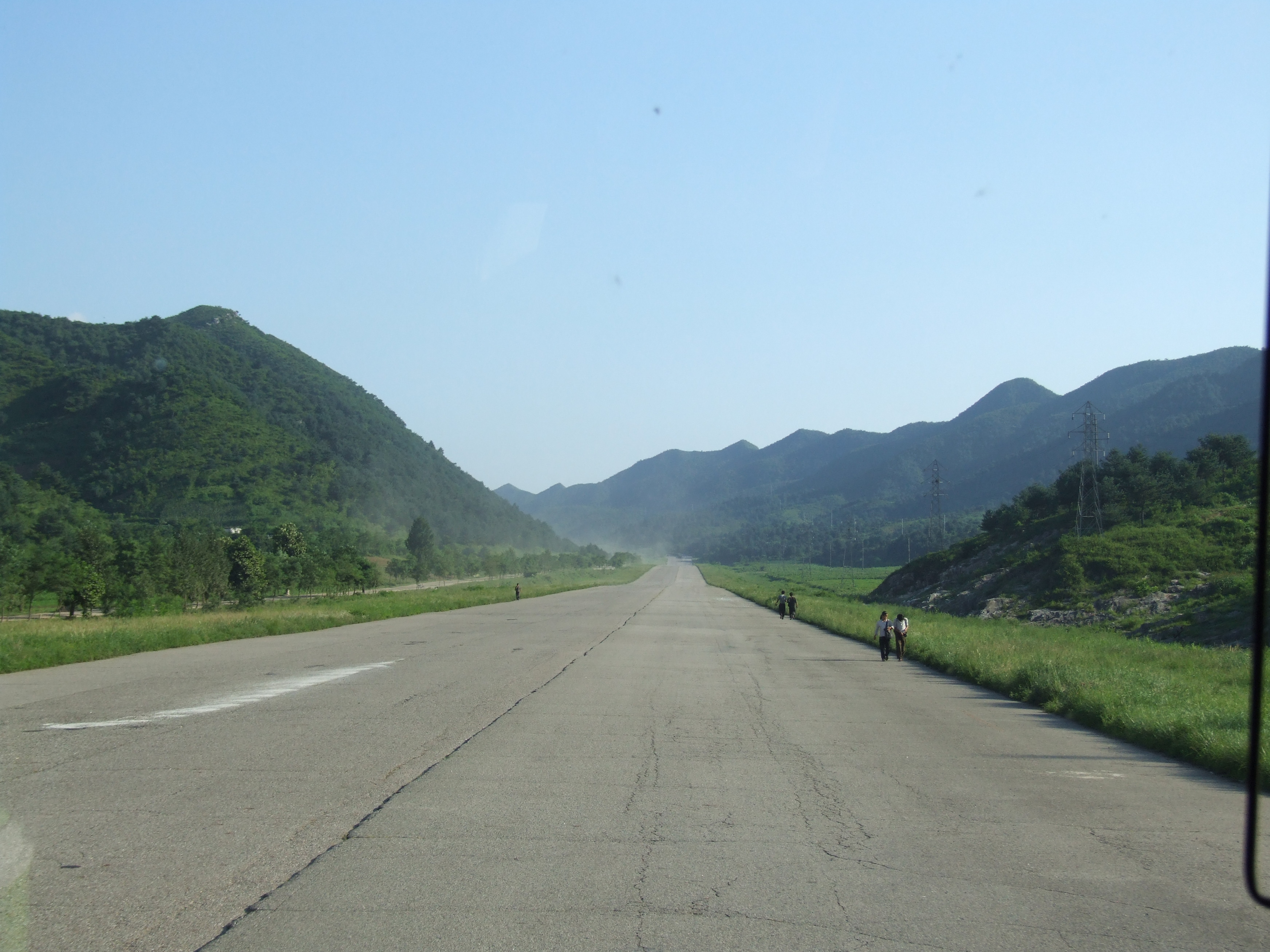
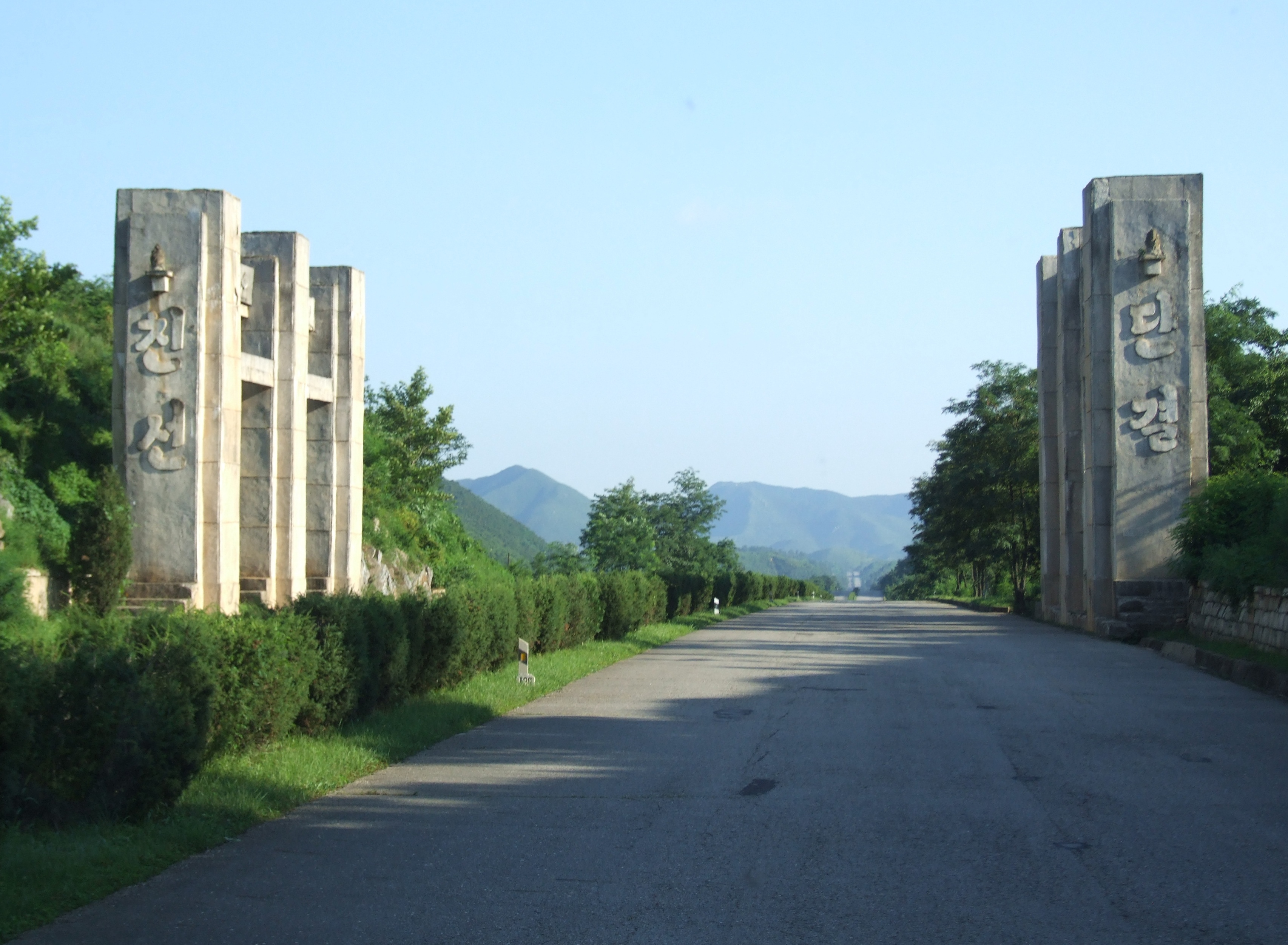
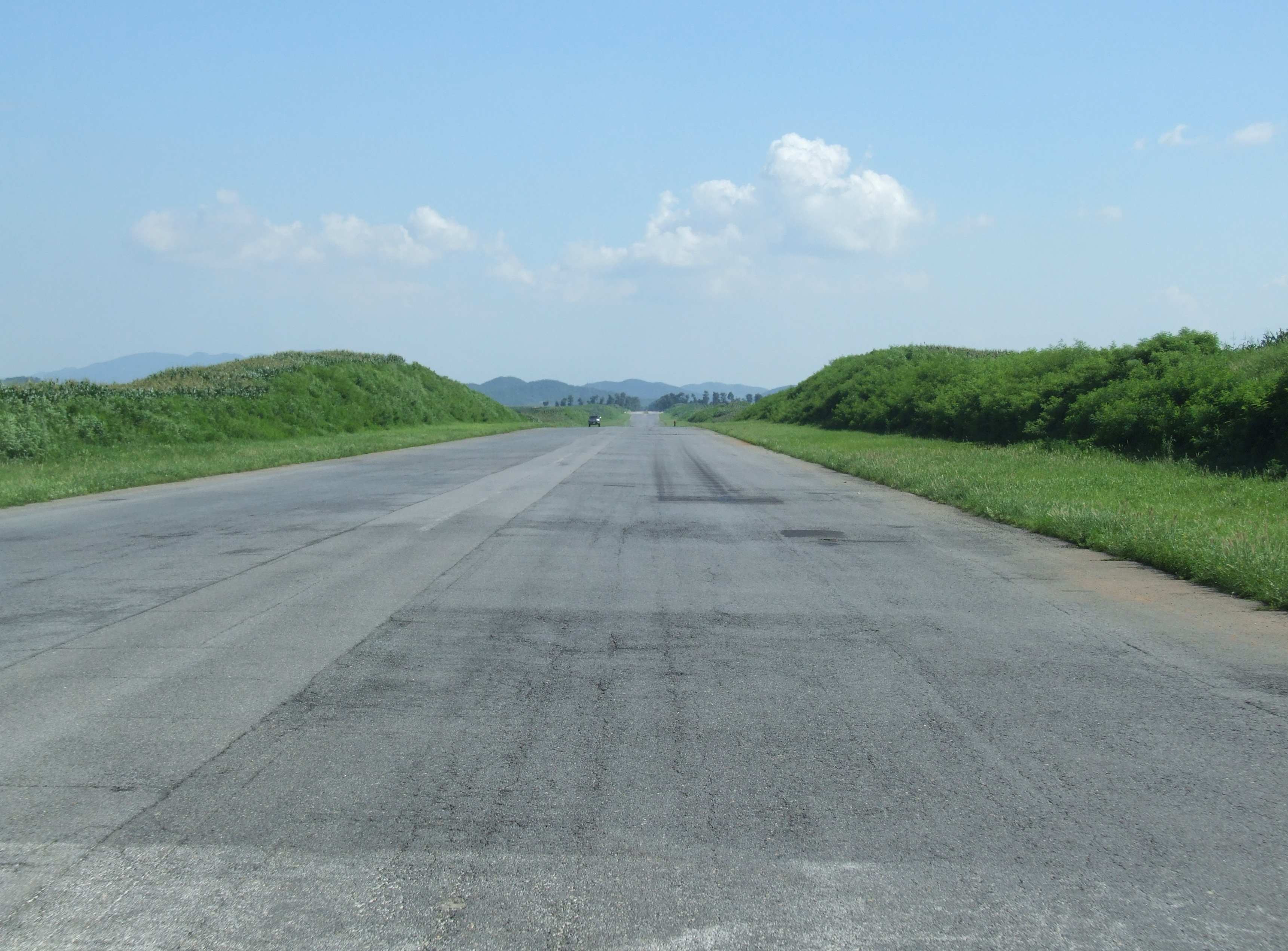
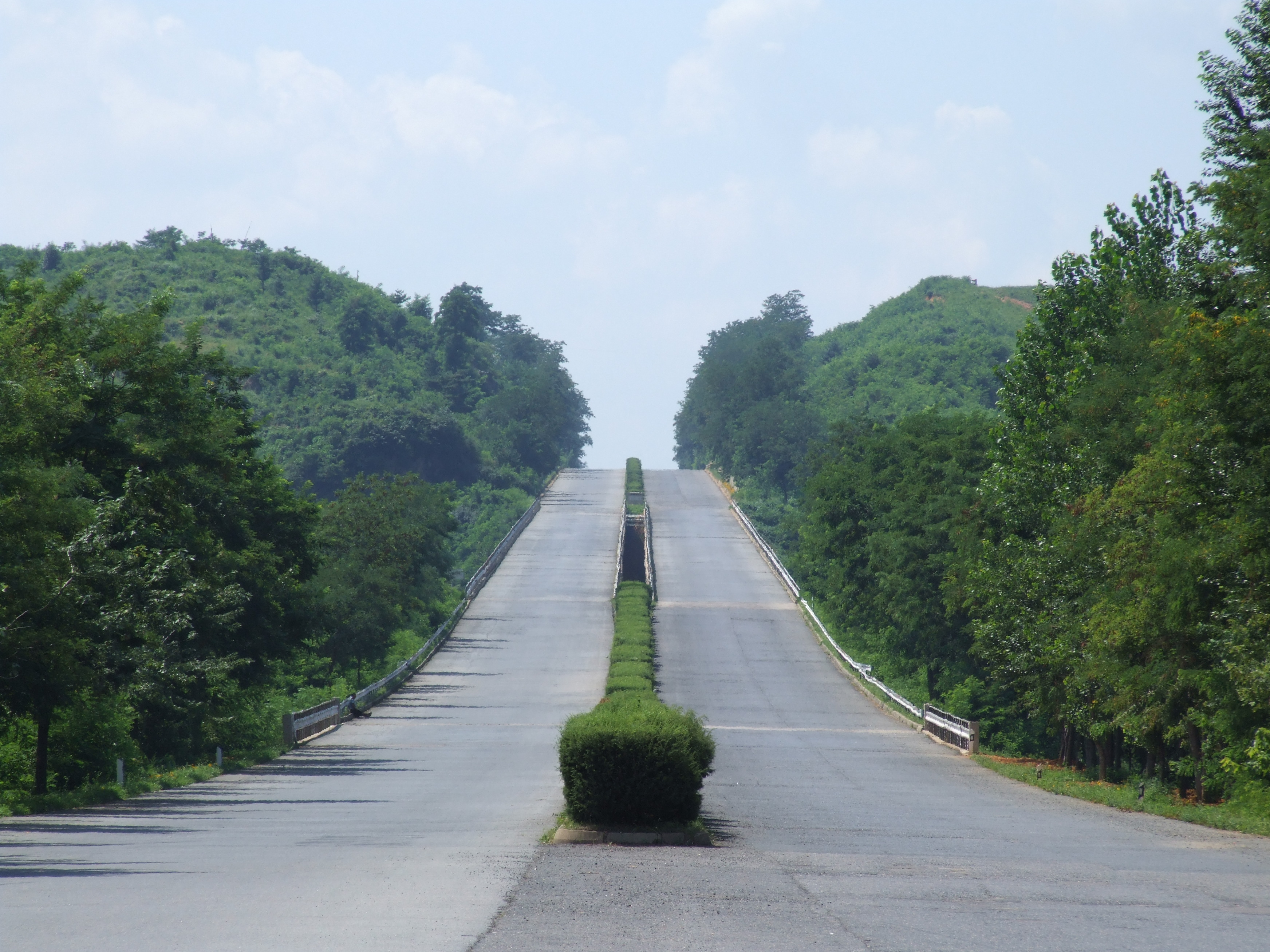